# فرناندو آندیا
فرناندو آندیا (اسپانیایی: Fernando Andina‎؛ زادهٔ ۲۲ مهٔ ۱۹۷۶) بازیگر اهل اسپانیا است.
از فیلم‌ها یا مجموعه‌های تلویزیونی که وی در آن‌ها نقش داشته است، می‌توان به پس از کلاس، شراب کهنه، فیزیک یا شیمی و «آخرین کیمیاگر» اشاره نمود.